# Kyrsten Sinemová
Kyrsten Sinemová (nepřechýleně Sinema; * 12. července 1976 Tucson) je americká politička. Byla zvolena ve volbách v roce 2018 a v letech 2019 až 2025 byla senátorkou za Demokratickou stranu za stát Arizona. V letech 2013–2019 byla kongresmankou Sněmovny reprezentantů, v níž zastupovala Arizonu za devátý kongresový okres.
Sinemová je historicky první otevřeně bisexuální ženou zvolenou do Sněmovny reprezentantů a do Senátu Spojených států amerických. Je také první ženou, která kdy byla zvolena do Senátu USA za stát Arizona.
Dne 9. prosince 2022, krátce po volbách do Kongresu USA, ve kterých svůj mandát senátorky nemusela obhajovat, vystoupila z Demokratické strany a zaregistrovala se jako nezávislá. Učinila tak dle svých slov proto, aby „bojovala s nefunkčním stranickým systémem.“ V roce 2024 se rozhodla svůj mandát v Senátu Spojených států již neobhajovat.